# Georgij L'vovič Brusilov
Georgij L'vovič Brusilov (in russo Георгий Львович Брусилов?; Nikolaev, 19 maggio 1884 – Mar Glaciale Artico, 1914?) è stato un navigatore ed esploratore russo.

## Biografia
Figlio dell'ufficiale di marina Lev Alekseevič Brusilov e nipote del famoso generale Aleksej Alekseevič Brusilov, completò i suoi studi alla scuola navale nel 1905 e combatté nella guerra russo-giapponese del 1904-1905. Nel 1910-1911 prese parte alle spedizioni idrografiche nell'Artide sulle rompighiaccio Tajmyr e Vajgač, impegnate nella mappatura della costa della Čukotka.
Nella primavera del 1912, acquistò in Inghilterra una goletta, la Sant'Anna (Svjataja Anna), e il 10 agosto partì da San Pietroburgo per una spedizione di esplorazione della rotta marittima dall'Atlantico al Pacifico, il cosiddetto passaggio a Nord-Est. Ma la Sant'Anna raggiunse solo il mare di Kara, dove, vicino alla penisola Jamal, fu bloccata dalla banchisa. La nave rimase alla deriva nel ghiaccio per due anni. Nella primavera del 1914, alcuni membri dell'equipaggio, guidati da Valerian Ivanovič Al'banov, abbandonarono la nave dirigendosi a piedi a sud, sul ghiaccio alla deriva. Solo due superstiti, Albanov e il marinaio Aleksandr Eduardovič Konrad, riuscirono a raggiungere capo Mary Harmsworth dell'isola Terra di Alessandra (nella Terra di Francesco Giuseppe) dove furono avvistati e portati a bordo della goletta Svjatoj Foka da Georgij Jakovlevič Sedov. Brusilov e i marinai rimasti con lui cedettero al freddo e alla fame e perirono.
Nel 2010, degli esploratori hanno annunciato di aver trovato le ossa di alcuni membri dell'equipaggio della spedizione di Brusilov; è stato anche ritrovato un diario di bordo e vari altri manufatti sulle coste della Terra di Francesco Giuseppe.